# Suzuki Liana
De Suzuki Liana (In Noord-Amerika Aerio genoemd) is een compacte auto gebouwd door Suzuki. Hij werd in 2001 geïntroduceerd ter vervanging van de Suzuki Baleno, als verhoogde vijfdeurs hatchback en als vierdeurs sedan. De Liana had twee verschillende viercilinder benzinemotoren met 16-kleppen en cilinderinhouden van 1,5 en 1,8 liter, goed voor 92 kW. Noord-Amerikaanse modellen hadden een grotere en krachtigere 2,0 liter-motor met 145 pk (108 kW). De auto was standaard uitgerust met een vijftraps handmatige versnellingsbak, maar een viertraps automaat was ook mogelijk.

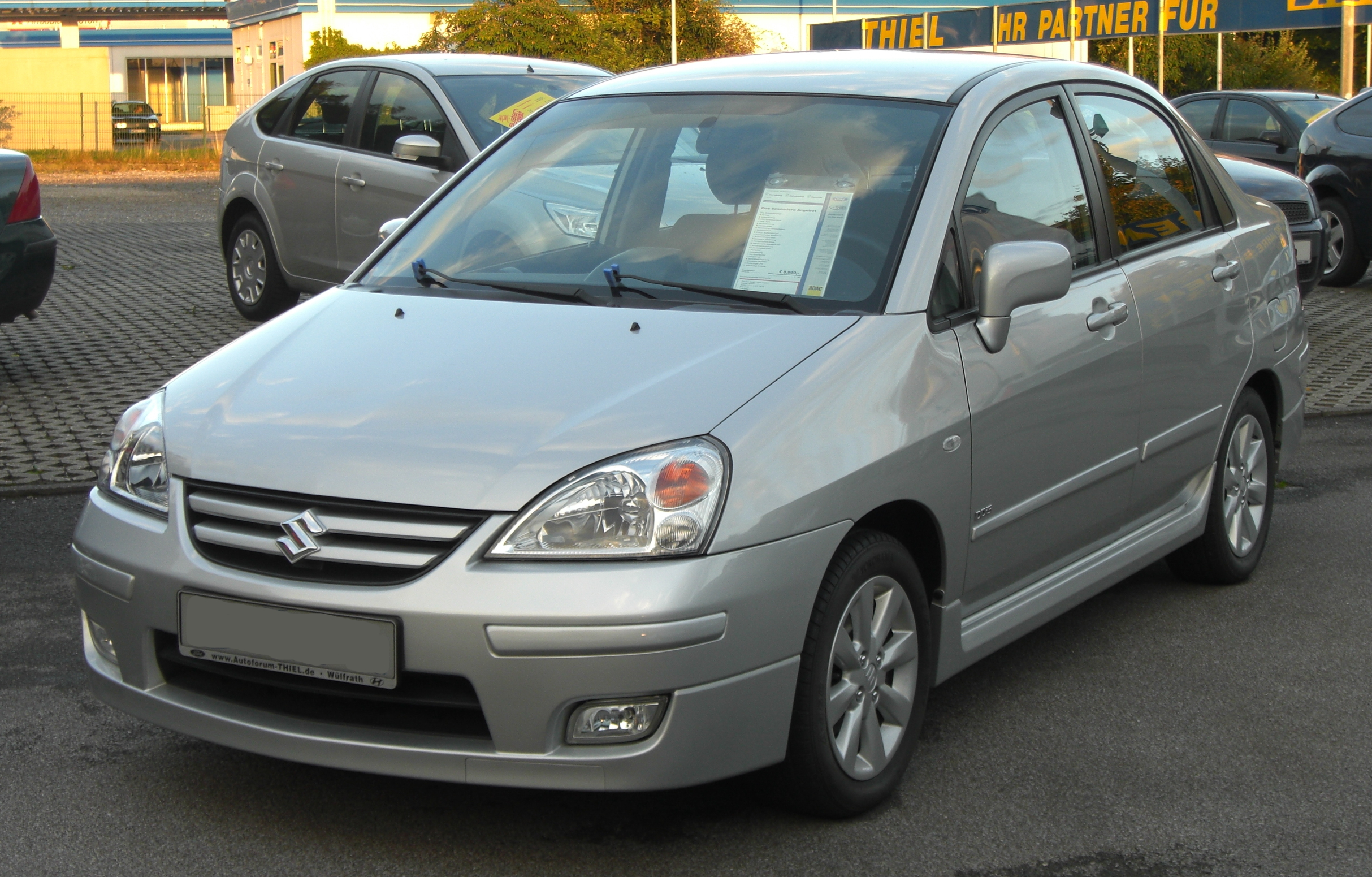
Suzuki Liana sedan (Europa)

In Europa wordt de auto aangeduid als Liana – een acroniem van "Life In A New Age" - Leven In Een Nieuwe Tijd. De auto wordt hier gezien als een betaalbaar alternatief voor kleine familie-auto's of voor minibusjes. Er is een nieuwe 1,3- en 1,6-liter Suzuki M-motor toegepast en vierwielaandrijving is mogelijk op de grotere motor. In 2004 kreeg de auto een nieuw uiterlijk dat meer leek op de Japanse versie en kwam er ook een dieseluitvoering. Deze 1,4-liter HDi-motor werd gemaakt door PSA Peugeot Citroën en had een vermogen van 66 kW.
De Amerikaanse Aerio had twee verschillende versies: de S en GS (2002-2004), S en LX (2005), en Base en Premium (2006-2007). De grootste verschillen over de jaren:
- Nieuwe 2,3-L 155-pk motor in 2004
- Nieuw uiterlijk en nieuw interieur in 2005, waarbij conventionele analoge instrumenten de digitale vervingen
- ABS in 2006

In 2007 was alleen de sedan over, de hatchback werd vervangen door de nieuwe 2007 SX4-hatchback. Aan het eind van 2007 werd de sedan vervangen door de SX4-sportsedan. Door de jaren heen was de Aerio de goedkoopste auto in Amerika met vierwielaandrijving.

## Top Gear

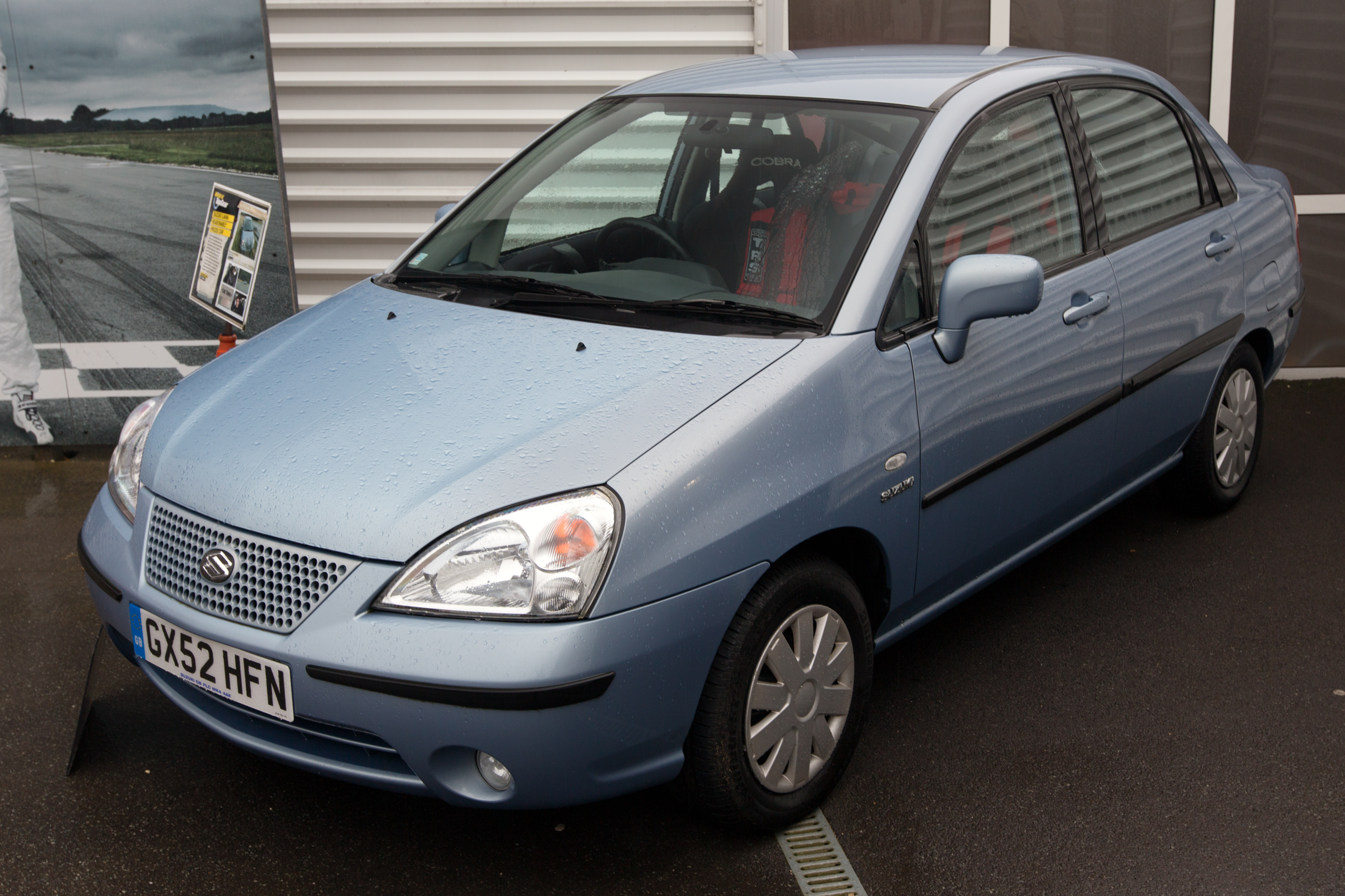
De Suzuki Liana van Top Gear bij het National Motor Museum in Beaulieu

De Liana verkreeg internationale bekendheid in het BBC-programma Top Gear, waar de auto vanaf 2002 gebruikt werd in het onderdeel Star in a Reasonably-Priced Car, waarbij een gast op een testcircuit een zo snel mogelijke ronde moest maken in een alledaagse auto. 
In 2006 werd de Liana vervangen door een Chevrolet Lacetti en is hij deels met pensioen gestuurd. De Liana werd later nog gebruikt als Reasonably-Priced Car wanneer (ex-)Formule 1-coureurs een snelle rondetijd moesten neerzetten. De auto is standaard uitgevoerd, buiten wat veiligheidsaanpassingen zoals een rolkooi en racestoelen.
In de drie jaar dat hij bij Top Gear gebruikt is heeft hij zestienhonderd rondes op het circuit gereden, zijn de banden en remmen honderd keer vervangen. De koppeling is zes keer, de naven, aandrijfassen, draagarmen, schokbrekers, schakelmechanisme twee keer, en een buitenspiegel zijn één keer vervangen.
Huidige modellen Europa:
Across ·
Ignis ·
Jimny ·
S-Cross ·
Swace ·
Swift · 
Vitara

Huidige modellen internationaal:
Alto Lapin · 
APV ·
Baleno ·
Carry · 
Celerio · 
Equator · 
Ertiga · 
Every ·
S-Presso ·
Landy ·
MR Wagon · 
Palette · 
Solio · 
Wagon R

Uit productie:
Cappuccino · 
Cara ·
Cervo · 
Forenza ·
Fronte · 
Grand Vitara · 
Grand Vitara XL-7 · 
Kei · 
Kizashi · 
Liana · 
LJ · 
Mighty Boy · 
Reno ·
SJ/Samurai · 
Splash ·
Suzulight · 
Twin · 
Verona ·
X-90 · 
XL7 · 
Wagon R+

Concept cars:
A-Star · 
Concept-S · 
Ionis ·
Concept Kizashi · 
Concept Kizashi 2 · 
Concept Kizashi 3 · 
Kizashi Apex Turbo ·
Kizashi EcoCharge ·
LC · 
Makai · 
Mom's Personal Wagon ·
Pixy en SCC · 
P.X · 
Q · 
RIII · 
Regina · 
S-Cross ·
Splash · 
Swift S · 
Swift PHEV ·
SXForce ·
X-Head · 
XA Alpha